# Хукер, Ричард
Ричард Хукер (нем. Richard Hooker; март 1554 — 3 ноября 1600) — англиканский священник и влиятельный богослов . Представления Хукера о разуме и толерантности сильно повлияли на англиканство. Он был одним из основоположников (вместе с Томасом Кранмером и Мэтью Паркером) англиканской богословской мысли.

## Биография
Детали жизни Хукера известны нам из его биографии, написанной Айзаком Вальтоном (Izaak Walton). Хукер родился в деревне Хэвитри в районе Эксетера в графстве Девон незадолго до Пасхи. Он учился в Exeter Grammar School до 1569. Ричард происходил из хорошей семьи, которая, однако, не отличалась ни благородством происхождения, ни богатством. Его дядя, Джон Хукер, сделал успешную карьеру, став камергером в Эксетере.
Джон Хукер смог добиться для Ричарда покровительства Джона Джевеля (John Jewel), епископа Солсбери. Последний постарался, чтобы Ричарда приняли в колледж Тела Христова в Оксфорде. 14 августа 1579 года Хукер был рукоположён в священники Эдвином Сандисом (Edwin Sandys), который с 1576 по 1588 был архиепископом Йоркским. Сандис нанял Хукера учителем для своего сына Эдвина. Так же он преподавал Джорджу Кранмеру, племяннику архиепископа Томаса Кранмера.

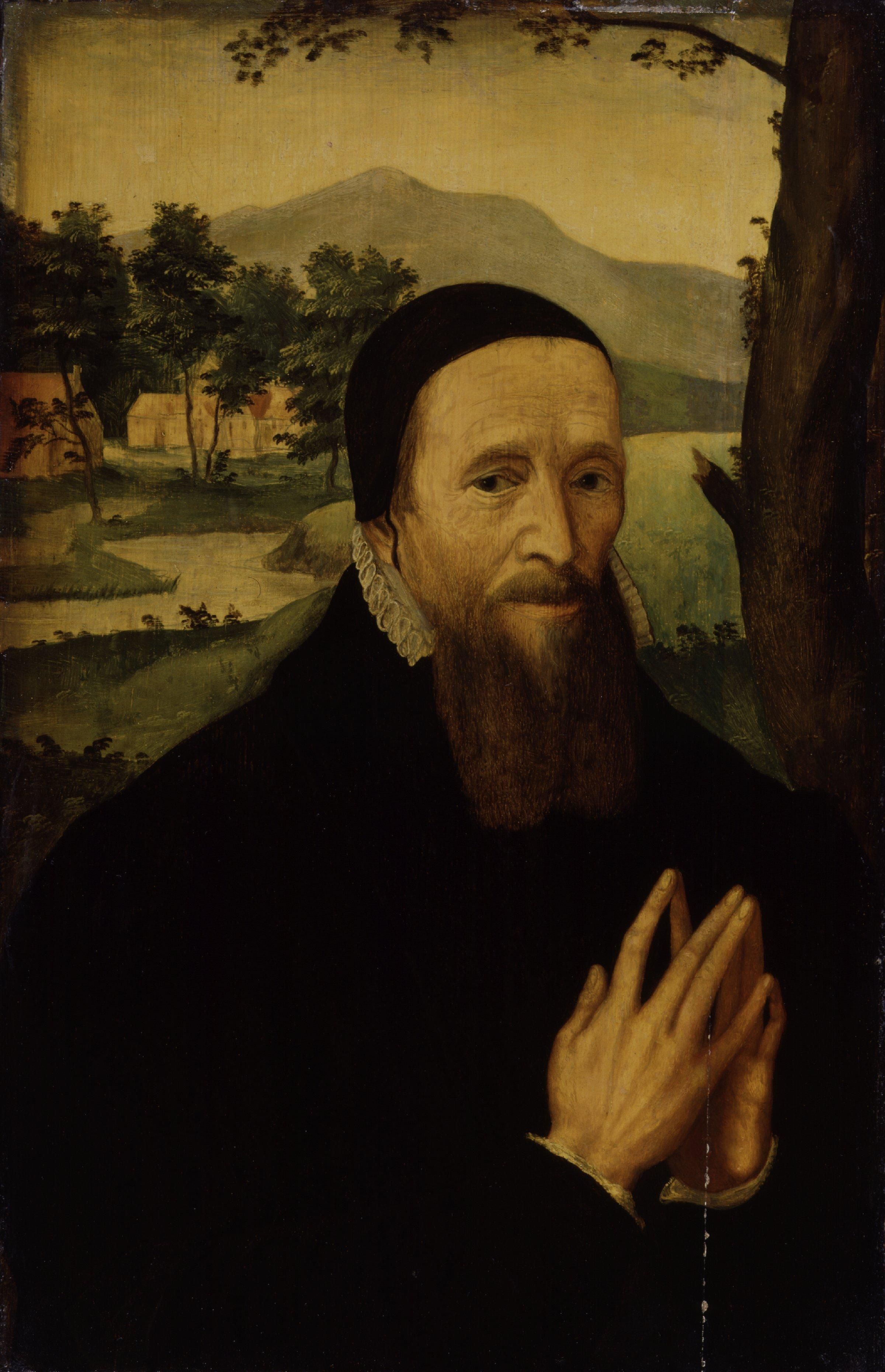
Предполагаемый портрет Ричарда Хукера. Национальная портретная галерея (Лондон).

В 1581 году Хукер был назначен священником в собор Святого Павла. По словам А. Уолтона, Хукер совершил «фатальную ошибку», женившись на дочери своей домовладелицы, Джейн Черчмен. Дело было в том, что семья Черчмен принадлежала к пуританской ветви Церкви Англии и, посему, крайне неодобрительно смотрела на сторонников Хукера из Высокой Церкви. Тем не менее, Ричард, как представляется, был хорошим мужем, который всегда обращался с женой с должным уважением. У них родится шестеро детей, хотя лишь двое доживут до зрелых лет. Хукер называл Джейн своей душеприказчицей.
В 1584 году Хукер стал пастором церкви Святой Марии в деревне Дрейтон Бичем, что в графстве Бакингемшир. Благодаря опеке архиепископа Эдвина Сандиса королева Елизавета I назначила Хукера пастором Temple Church в Лондоне. Там Хукер столкнулся с Уолтером Траверсом — одним из ведущих пуритан.
Позднее Хукер служил младшим священником в кафедральном соборе Солсбери и священником в церкви Святого Андрея в графстве Уитшир. Невозможно переоценить значение работ Хукера, особенно его труда «Of the Laws of Ecclesiastical Polity» (О законах церковной организации). Впервые опубликованный в 1593 году, монументальный восьмитомный труд Хукера касался в основном отношений Церкви и государства, но также затрагивал вопросы интерпретации Библии, сотериологии, этики и рукоположения. Красной нитью через работы Хукер проходит идея о том, что теология включает в себя молитву, что теология релевантна социальной миссии Церкви.
В 1595 году Хукер становится священником в церкви Святого Марии в Бишопсборне, в графстве Кент. Он умер 3 ноября 1600 года и похоронен там же, в церкви Святой Марии.

## Труды
Трактат об Оправдании (Learned Discourse of Justification)
Эта работа основывается на проповеди, прочитанной Хукером в 1585 году. В ней он отстаивает принцип «justification by faith», но допускает, что даже не принимающие его могут быть спасены Всевышним, имея в виду католиков. При этом Хукер полагал, что христиане должны уделять большее внимание тому, что их объединяет, чем тому, что их разделяет. Эта проповедь вызвала широкий общественный резонанс и подвигла Хукера к написанию книги. Так, Уолтер Траверс публично выразил несогласие с тем, что католики также имеют возможность спастись и с хукеровским неприятием кальвинизма. Свой ответ Хукер дал в одном из самых своих известных произведений — «О законах церковной организации» (Of the Lawes of Ecclesiastical Politie)
«О законах церковной организации» (Of the Lawes of Ecclesiastical Politie)
Данная работа является самой известной и состоит из девяти книг, первая из которых увидела свет в 1594 году и четыре последних — посмертно. Хукер призывал найти нечто среднее между позициями католиков и пуритан («Via Media»). Он утверждал, что разум и традиция являются ключевыми элементами в понимании Святых Писаний, а также, что Библия была написана в определенных исторических условиях: «слова должны пониматься в соответствии с теми событиями, по поводу которых они были сказаны».

Титульный лист книги «О законах церковной организации»

Также важное место занимает проблема управления церквями, то что Хукер называл «политией». Пуритане, которых тогда зачастую называли «Женевской церковью» ввиду сильного влияния Кальвина, считали, что необходимо понизить роль клира и уделить больше внимания церковным практикам. Хукер попытался выработать наиболее оптимальные способы управления церквями. Вопрос этот имел такую значимость, несмотря на свою узкую богословскую и теологическую специфику, из-за того, что на карту было поставлено положение короля как Верховного Правителя Церкви. Если допустить, что лютеровские принципы «всеобщего священства» будут доведены до крайности, то доминирующая роль монарха будет поставлена под угрозу. С другой стороны, если предположить, что монарх — помазанник Божий и правитель Церкви, то местные приходы, каждый со своими доктринами, станут невозможными.
Латитудинарные схоластические идеи
Хотя Хукер опирался на идеи Фомы Аквинского, он принимал их достаточно вольно. Он полагал, что церковная организация, равно как и организация политическая, безразличны Богу. Те или иные незначительные догмы не оказывают никакого влияния на спасение или неспасение души, а лишь регулируют моральную и духовную жизнь верующих. Он считал, что были и хорошие, и плохие монархии, и хорошие, и плохие демократии, — единственное, что важно, — это набожность людей. Хотя Хукер говорил, что власть регулируется Библией и раннехристианскими традициями, зиждется она на разуме, набожности и благочестии людей. Власти необходимо подчиняться, даже если требуется, чтобы Святой Дух и верный разум исправили её.

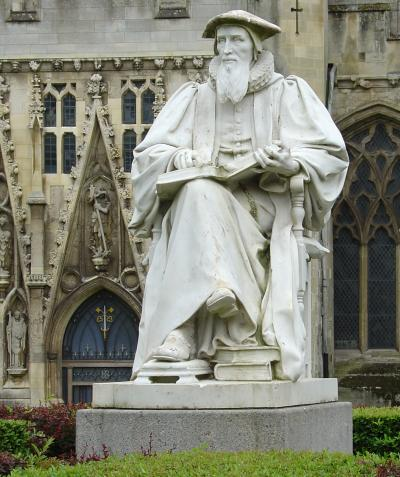
Статуя Ричарда Хукера перед Эксетерским собором.

## Наследие
Как пишет Айзек Уолтон, король Яков I говорил о Хукере следующее: «Я полагаю, что работы Хукера — это чистое, полное и ясное выражение разума, опирающегося на Святые писания, Отцов Церкви и схоластов, а также на закон Божий и законы земные». Особое внимание, которое Хукер уделял разуму, толерантности и всеобщности, оказало большое влияние на развитие Англиканизма, равно как и на философскую мысль (Джон Локк).